# Ampedus amakazaricola
Ampedus amakazaricola là một loài bọ cánh cứng trong họ Elateridae. Loài này được Kishii & Ôhira miêu tả khoa học năm 1956.